# Década de 750
Séculos: (Século VII - Século VIII - Século IX)
Décadas: 700 710 720 730 740 - 750 - 760 770 780 790 800
Anos: 750 - 751 - 752 - 753 - 754 - 755 - 756 - 757 - 758 - 759